# DYLANがROCK
『ディランがロック』（DYLANがROCK）は、日本の漫画家・タレントであるみうらじゅんが選曲、ジャケット・イラスト、解説を担当しボブ・ディランの楽曲を集めたコンピレーション・アルバム。1993年にプロモーション盤が制作され関係者にのみ配布されたが公式にはリリースされず、2010年に収録曲を変更してディランの来日記念盤として日本でのみリリースされた。

## 経緯
みうらじゅんが描くイラストによるジャケットにディラン側が発売を許可せず、1993年頃、非売品プロモの試作品のみが関係者に配布された。選曲はみうらの嗜好とレア・トラックを含んでいる。
後年、みうらはボブ・ディランにまつわる自作の漫画『アイデン&ティティ』（2003年）を映画化し、「ライク・ア・ローリング・ストーン」を主題歌に使用した。その後のアプローチにより、みうらがジャケットのイラストを描いたアルバム『アイデン&ティティ』を念願かなってリリースすることができた。
2010年の来日記念盤として同年3月に日本限定で発売。（ただし、プロモ盤とは別選曲。）

## 収録曲
特記なき楽曲は、作詞・作曲: ボブ・ディラン

### 来日記念盤（2010年）

#### Disc 1
1. トゥームストーン・ブルース - Tombstone Blues
『追憶のハイウェイ61』（1965年）
2. マギーズ・ファーム - Maggie's Farm
1965年7月25日、ニューポート・フォーク・フェスティヴァル、ライブ、『ノー・ディレクション・ホーム：ザ・サウンドトラック（ブートレッグ・シリーズ第7集）』（2005年）
3. こんな夜に - On a Night Like This
『プラネット・ウェイヴズ』（1974年）
4. エヴリシング・イズ・ブロークン - Everything Is Broken
『オー・マーシー』（1989年）
5. 悲しみは果てしなく - It Takes a Lot to Laugh, It Takes a Train to Cry
オルタネイト・テイク、『ブートレッグ・シリーズ第1～3集』（1991年）
6. サンダー・オン・ザ・マウンテン - Thunder on the Mountain
『モダン・タイムズ』（2006年）
7. ユニオン・サンダウン - Union Sundown
『インフィデル』（1983年）
8. グルームズ・スティル・ウェイティング・アット・ジ・オルター - The Groom's Still Waiting at the Altar
シングル「ハート・オブ・マイン」（1981年）B面、現行『ショット・オブ・ラブ』（1981年）
9. ネイバーフッドの暴れ者 - Neighborhood Bully
『インフィデル』（1983年）
10. アブソリュートリー・スイート・マリー - Absolutely Sweet Marie
『ブロンド・オン・ブロンド』（1966年）
11. ディグニティ - Dignity
『グレーテスト・ヒット第3集』（1994年）
12. アイ・スリュー・イット・オール・アウェイ - I Threw It All Away
1976年、ライブ、『激しい雨』（1976年）
13. オッズ・アンド・エンズ - Odds and Ends
『地下室（ザ・ベースメント・テープス）』（1975年）
14. セイヴド - Saved
『セイヴド』（1980年）
15. メンフィス・ブルース・アゲイン - Stuck Inside of Mobile with the Memphis Blues Again
『ブロンド・オン・ブロンド』（1966年）
16. トゥイードル・ディー＆トゥイードル・ダム - Tweedle Dee & Tweedle Dum
『ラヴ・アンド・セフト』（2001年）
17. 見張塔からずっと - All Along The Watchtower
1974年、ライブ、『偉大なる復活』（1974年）

#### Disc 2
1. 我が道を行く - Most Likely You Go Your Way (And I'll Go Mine)
1974年、ライブ、『偉大なる復活』（1974年）
2. ソリッド・ロック - Solid Rock
『セイヴド』（1980年）
3. リタ・メイ - Rita May
  - 作詞: ディラン、ジャック・レヴィ（Jacques Levy）、作曲: ディラン

シングル「メンフィス・ブルース・アゲイン」（1977年）B面、『傑作』（1978年）
4. オネスト・ウィズ・ミー - Honest with Me
『ラヴ・アンド・セフト』（2001年）
5. マイティ・クィン - The Mighty Quinn (Quinn, the Eskimo)
1969年8月31日、ワイト島音楽祭、ライブ、『セルフ・ポートレイト』（1970年）
6. チェンジング・オブ・ザ・ガード - Changing of the Guards –
『ストリート・リーガル』（1978年）
7. 追憶のハイウェイ61 - Highway 61 Revisited
『追憶のハイウェイ61』（1965年）
8. ローリン・アンド・タンブリン - Rollin' and Tumblin'
  - トラディショナル

『モダン・タイムズ』（2006年）
9. サブタレニアン・ホームシック・ブルース - Subterranean Homesick Blues
『ブリンギング・イット・オール・バック・ホーム』（1965年）
10. シングス・ハヴ・チェンジド - Things Have Changed
2000年9月イギリス・ポーツマス、ライブ、『ボブ・ディラン・ライヴ！1961-2000』（2001年）
11. ウィグル・ウィグル - Wiggle Wiggle
『アンダー・ザ・レッド・スカイ』（1990年）
12. 嵐からの隠れ場所 - Shelter from the Storm
1976年、ライブ、『激しい雨』（1976年）
13. アウトロー・ブルース - Outlaw Blues
『ブリンギング・イット・オール・バック・ホーム』（1965年）
14. 窓からはい出せ - Can You Please Crawl Out Your Window?
シングル（1965年）、『バイオグラフ』（1985年）
15. 親指トムのブルースのように - Just Like Tom Thumb's Blues
1966年5月14日イギリス・リバプール、ライブ、シングル「アイ・ウォント・ユー」（1966年）B面、『傑作』（1978年）
16. ビヨンド・ヒア・ライズ・ナッシン - Beyond Here Lies Nothin'
  - 作詞: ディラン、ロバート・ハンター（Robert Hunter）、作曲: ディラン

『トゥゲザー・スルー・ライフ』（2009年）
17. 今宵はきみと - Tonight I'll Be Staying Here With You
1975年12月4日カナダ・モントリオール、モントリオール・フォーラム、ライブ、『ローリング・サンダー・レヴュー』（2002年）
18. ライク・ア・ローリング・ストーン - Like a Rolling Stone 
『追憶のハイウェイ61』（1965年）

### プロモーション盤（1993年）

#### Disc 1
1. Tombstone Blues - 5:58
  - 追憶のハイウェイ 61
2. Subterranean Homesick Blues - 2:23
  - ブリンギング・イット・オール・バック・ホーム
3. Subterranean Homesick Blues - 2:55
  - ブートレッグ・シリーズ第1〜3集
4. Most Likely You Go Your Way (And I'll Go Mine) - 4:17
  - 偉大なる復活
5. Maggie's Farm - 5:28
  - 激しい雨
6. Outlaw Blues - 3:05
  - ブリンギング・イット・オール・バック・ホーム
7. It Takes A Lot To Laugh, It Takes A Train To Cry - 3:21
  - ブートレッグ・シリーズ第1〜3集
8. Leopard-Skin Pill-Box Hat - 3:58
  - ブロンド・オン・ブロンド
9. I Wanna Be You Lover - 3:27
  - バイオグラフ
10. One Of Us Must Know (Sooner Or Later) - 4:55
  - ブロンド・オン・ブロンド
11. The Mighty Quinn (Quinn, The Eskimo) - 2:46
  - セルフ・ポートレイト
12. Idiot Wind - 7:49
  - 血の轍
13. If You Gotta Go, Go Now (Or Else You Got To Stay All Night) - 2:54
  - ブートレッグ・シリーズ第1〜3集
14. Odds And Ends - 1:47
  - 地下室 (ザ・ベースメント・テープス)
15. Highway 51 - 2:52 
  - C. Jones
  - ボブ・ディラン
16. It's Alright, Ma (I'm Only Bleeding) - 5:48　
  - 偉大なる復活
17. She Belongs To Me - 2:42
  - ブリンギング・イット・オール・バック・ホーム
18. Rita May - 3:08
  - Bob Dylan - J. Levy
  - メンフィス・ブルース・アゲインB面
19. Union Sundown - 5:23
  - インフィデル

#### Disc 2
1. Obviously 5 Believers - 3:35
  - ブロンド・オン・ブロンド
2. 親指トムのブルースのように（1966年5月リバプール）-Just Like Tom Thum's Blues (Recorded Live in Liverpool England) - 5:38
  - アイ・ウォント・ユーB面
3. Absolutely Sweet Marie - 4:55
  - ブロンド・オン・ブロンド
4. George Jackson (Big Band Version) - 5:34
  - シングルA面
5. いつもの朝に - 3:51
  - 激しい雨
6. Neighborhood Bully - 4:37
  - インフィデル
7. en:Foot Of PrideFoot Of Pride - 5:57
  - ブートレッグ・シリーズ第1〜3集
8. Unbelievable -4:06
  - アンダー・ザ・レッド・スカイ
9. Highway 61 Revisited - 3:27
  - 追憶のハイウェイ61
10. Can You Please Crawl Out Your Window? - 3:32
  - バイオグラフ
11. Political World - 3:47
  - オー・マーシー
12. Jet Pilot - 0:50
  - バイオグラフ
13. ビュイック6型の想い出（ハーモニカ・バージョン） - From A buick 6 - 3:12
  - 追憶のハイウェイ61 (CBSソニー,日本版アナログ)
14. Frankie & Albert - 3:50
  - Traditional - Arranged by B. Dylan
  - グッド・アズ・アイ・ビーン・トゥ・ユー
15. Seven Days - 4:00
  - ブートレッグ・シリーズ第1〜3集
16. On A Night Like This - 2:56
  - プラネット・ウェイヴズ
17. All Along The Watchtower - 2:30
  - 偉大なる復活
18. Bob Dylan's 115th Dream - 6:31
  - ブリンギング・イット・オール・バック・ホーム
19. I Threw It All Away - 3:34
  - 激しい雨